# Котора бразильський
Котора бразильський (Pyrrhura leucotis) — вид папугоподібних птахів родини папугових (Psittacidae). Ендемік Бразилії. Каракаські, маскові і сіроволі котори раніше вважлися підвидами бразильського котори, однак були визнані окремими видами.

## Поширення і екологія
Сіроволі котори мешкають на південному сході Бразилії, від річки Жекичіньонья в штаті Баїя до Еспіріту-Санту. Вони живуть у вологих рівнинних атлантичних лісах, на узліссях і галявинах, на тінистих плантаціях какао, в парках і садах. Зустрічаються зграями, на висоті до 600 м над рівнем моря. Живляться насінням, плодами, ягодами і горіхами.Гніздяться в дуплах дерев, в кладці від 5 до 9 яєць. Інкубаційний період триває 21-22 дні. Пташенята покидають гніздо через 34-37 днів після вилуплення, однак батьки продовжують піклуватися про них ще кілька тижнів.

## Збереження
МСОП класифікує цей вид як вразливий. За оцінками дослідників, популяція бразильських котор становить від 2500 до 10000 дорослих птахів. Їм загрожує знищення природного середовища і вилов з метою продажу на пташиних ринках.